# 盧質中
盧質中（1374年—？），字質中，福建興化府莆田縣奉谷里第十四圖人，明朝政治人物。進士出身。

## 生平
應天府鄉試四十四名。永樂十年（1412年）壬辰科會試八十七名，殿試登進士第二甲第十六名。

## 家族
曾祖盧肇。祖父盧大觀。父亲盧彥華。